# Петроченко Олексій Фролович
Олексій Фролович Петроченко (21 вересня 1918, село Кренидівка, тепер Шосткинського району Сумської області — 21 вересня 1995, місто Суми) — радянський партійний діяч, 1-й секретар Середино-Будського районного комітету КПУ Сумської області. Герой Соціалістичної Праці (24.12.1976).

## Біографія
Народився в селянській родині. Закінчив робітничий факультет. Працював вчителем на Сумщині.
У вересні 1939—1946 роках — у Червоній армії, учасник німецько-радянської війни з січня 1943 року. Служив в 11-му окремому експлуатаційному залізничному полку, з 1943 року був начальником розвідки 2-го дивізіону 191-го мінометного полку, начальником штабу дивізіону 191-го мінометного полку 30-ї окремої мінометної бригади Резерву головного командування. Воював на Волховському, Ленінградському, 3-му та 2-му Прибалтійських, 1-му Українському фронтах. Член ВКП(б) з березня 1943 року.
З 1946 року — вчитель та директор середньої школи, завідувач районного відділу народної освіти в Сумській області.
У 1956—1960 роках — голова Зноб-Новгородської районної ради депутатів трудящих Сумської області.
У 1960—1983 роках — 1-й секретар Середино-Будського районного комітету КПУ Сумської області.
Потім — персональний пенсіонер. Помер 21 вересня 1995 року в місті Суми.

## Звання
- лейтенант
- капітан
- майор

## Нагороди
- Герой Соціалістичної Праці (24.12.1976)
- два ордени Леніна (1973, 24.12.1976)
- орден Вітчизняної війни І ст. (7.03.1945)
- два ордени Вітчизняної війни ІІ ст. (1.12.1944, 6.04.1985)
- орден Трудового Червоного Прапора (1971)
- орден Червоної Зірки (6.08.1943)
- два ордени «Знак Пошани» (26.02.1958, 1966)
- медаль «За оборону Ленінграда»
- медалі